# Кац, Алекс
Алекс Кац (англ. Alex Katz; род. 1927) — американский художник и скульптор, продолжающий фигуративные традиции поп-арта. Много работает с эстампами и шелкографией. Работы Каца представлены в музеях США, Германии, Австрии, Швейцарии, Англии. Творчество Каца – это смешение поп-арта, абстракции и плакатной традиции в больших масштабах и упрощенных формах.

## Биография
Родился 24 июля 1927 года в Бруклине в еврейской семье, его мать Сима и отец Исаак были эмигрантами из России (отец потерял принадлежавшую ему фабрику в результате советской революции). В 1928 году семья переехала в г. Олбанс, Куинс. С 1946 по 1949 год Кац учился в Cooper Union в Нью-Йорке, а с 1949 по 1950 год в Школе живописи и скульптуры Skowhegan в штате Мэн. Излюбленный предмет его полотен — супруга Ада и дети. Хотя первая персональная выставка Каца прошла в Нью-Йорке ещё в 1954 году, широкое признание пришло к нему только в последнее десятилетие. Большое собрание его работ представлено в колледже Колби города Уотервиль.

## Аукционные рекорды
Аукционный рекорд на произведения Алекса Каца — 666 тыс. долларов США. Именно столько заплатил в ходе торгов на Christie’s в ноябре 2001 года частный американский коллекционер за «Голубой зонтик № 2» (работа 1972 года).

## Избранные работы
- 1970 — Винсент с открытым ртом
- 1979 — Серый зонт
- 1980 — Ада и Винсент
- 1988 — Вэрик
- 1992 — Январское утро
- 1994 — Вивьен

## Цитаты
- «Его фигуративное искусство — не просто яркая страница в послевоенном искусстве, которую с натяжкой можно разместить в разделе, посвященном поп-арту, но и вызов эпохе, помешавшейся одно время на абстрактном. „Есть разное искусство, любите разное!“ — лишь тем, кто следует этому принципу, и может понравиться Кац, в итоге оказывающийся близким многим, но все же остающийся сам по себе, в стороне от всяких „измов“»[6] — Алексей Мокроусов, 2013.